# 機動戰士GUNDAM 宇宙的死亡女神
《機動戰士GUNDAM 宇宙的死亡女神》（日语：機動戦士ガンダム 宇宙のイシュタム）是由OVA《機動戰士GUNDAM 第08MS小隊》監督飯田馬之介於2002年起在GUNDAM ACE所發表的鋼彈漫畫系列作品，單行本全4冊。

## 故事背景
本故事講述一年戰爭初期自護軍進行「不列顛作戰」時，被作為質量炸彈的SIDE2第八番宇宙殖民地「伊菲修島(Island Ifficial)」内發生的故事。當正在追擊SIDE2自護軍士兵的名田等人的麥哲倫級戰艦托塔提斯號，被敵人以第一波的突襲攻擊，令名田等艦乘員要被迫降落SIDE2，他們降落後看見自護軍士兵放毒瓦斯毒殺殖民地市民情景，在發現為殖民地落下作戰後試圖阻止殖民地落下時並與追擊的艾莉莎等吉翁軍博鬥。

## 作品解說
作者飯田馬之介在機動戰士GUNDAM 第08MS小隊的後期擔任監督，斯羅·阿瑪達在本作品中盤出現。
故事以主要的白兵戰令變得有緊迫感，可以在各種各樣的地方能夠窺見軍事的知識，如果跟原創故事設定的調整性都很多。由於自護軍注入毒瓦斯大量虐殺市民，而且從準備降落地球的宇宙殖民地內部狀況下為故事的開始，成為GUNDAM ACE刊載作品中也格外放出異彩的展開。
在標題裏面的「伊休妲」是指出現於瑪雅神話的死神名字。
GUNDAM ACE刊載的機動戰士GUNDAM 第08MS小隊 U.C.0079+α，因為成為承繼當年故事的收成品的形式，以細微部分與原作的OVA不同的設定都被採用。

## 人物介紹

### 吉翁軍
艾莉莎·海溫
本故事的女主角，被稱為「伊休妲」的年輕自護軍下士女士兵，識別號為PM058-6795845。金髮碧眼巨乳留著幾乎跟身高一樣高的長髮(在她著駕駛服時會紮成一束)。出身於混亂且作業高風險區的小行星帶，因父母意外雙亡後如何努力都付不出聯邦軍的空氣、水等重稅以及滯納罰款，而不得不加入SIDE3的自護軍當MS駕駛（鐵屑少女的悲哀），出身關係身手靈活也對於待在宇宙空間中的感覺比在乘坐駕駛艙更自在，非常善於操縱MS-05，在一年戰爭的開端利用米粒爐的特性發動了對名田等人所乘坐的麥哲倫級托塔提斯號戰艦發動第一波的突襲攻擊，在無法順利擊沉戰艦後，追擊托塔提斯進入伊菲修島的殖民地。由於缺乏家庭溫暖和戰爭的理由跟名田形成強烈的對比，她唯一只僅存作為士兵的價值，但為了活下去過渡自己的人生，而展開對托塔提斯殘存成員的追擊。
史翠德
自護軍的男性駕駛員，階級少尉，帶領三部姆賽級闕爾號艦載的MS-05小隊進行了對托塔提斯號的突襲。因為同性戀的身分而遭到歧視，認為自護軍所提倡的人類的革新比較能認同自己的價值而加入自護軍。在進入伊菲修島就認清了自護軍的「不列顛作戰」所造成大量屠殺非戰鬥人員的平民令他完全地絕望，但因軍人身分而要繼續進行任務。
托普
吉翁军所属的女性驾驶员，一年战争后期為少尉，欧洲方面機動戰士小队长。機動戰士GUNDAM 第08MS小隊中登场的冷静透彻的军人角色而不失理性与人性。原本是预定为本作的女主角，而在「已知结局的角色作主角会降低乐趣」的提议下成为艾莉莎·海溫的设计原形。本作中在最后登场，作为魯姆海战前补充入已经晋升为小队长的艾莉莎·海溫的小队的新兵。
德尔
吉翁军所属的男性驾驶员，機動戰士GUNDAM 第08MS小隊中登场的托普小队的队员，相貌粗犷但有着温柔宽厚的一面。已婚，在故乡有儿子。本作中在最后登场，与托普一起作为卢姆海战前补充入已经晋升为小队长的艾莉莎·海溫的小队的新兵。
倫戈
吉翁军所属的男性驾驶员，史翠德的下屬。因機體無法戰鬥而返回母艦。
古瓦修
吉翁军中校，為該不列顛作戰中負責對伊菲修島殖民地使用毒氣攻擊與推進點火及保存其完整性，因文官出身被冷落而被當選為執行最適合人選。
克蘭·C
吉翁军所属的男性驾驶员，階級少尉。沒有經驗卻迫切希望進去殖民地幫助史翠德小隊，異常的純真憨直。
溫娜
吉翁军所属的女性軍官，階級上尉。自願領兵進入殖民地內進行白兵戰。

### 聯邦軍
名田千波
本故事的男主角，出身SIDE3的日裔聯邦中尉，因為出身地的關係，雖然他是以軍校第一名畢業出身卻不被上司看重而升不了階，於艦內所屬為兵器部。他的妻子莉娜和剛出生的孩子在地球生活，而老父則留在SIDE3。他為了地球上的妻子和孩子決定拚死也要阻止死亡女神「伊休妲」。
伊萊紗·歐洛馬
托塔提斯號中校女艦長，被突襲後因名田的努力搶救順利逃過一劫，判斷出自護軍的作戰目標是以殖民地作為質量兵器落下地球，為了阻止自護軍的作戰而帶領倖存的成員奮戰。
凱摩斯·沙塔
聯邦軍上士。托塔提斯號中兵器部所属。名田的女下屬。於UC0076年就任，性格開朗也和名田一樣常有大膽行動。
福傑
非裔聯邦軍少校。托塔提斯號副艦長。與露娜交往中。
輪機長
姓名不詳，聯邦軍上尉。托塔提斯號輪機部負責人，帶領重度毀損的托塔提斯號迫降於殖民地內。
露娜
通訊士，因艦橋被攻擊而造成缺氧失智症。
榊坂木
聯邦軍少尉。不希望為戰艦犧牲的女軍官，後接替輪機長帶領部分殘存成員。
金
聯邦軍上士。被輪機長點名進入引擎室的士兵。
威修
聯邦軍一等兵。被輪機長點名進入引擎室的士兵。
老爹
被輪機長點名進入引擎室的老兵，從語氣推測本就所屬為輪機部。姓名與階級不明。
安
聯邦軍上士。所屬為補給部的女兵。代替受傷的名田帶領著士郎於現場戰鬥。
佛利納
聯邦軍一等兵。願意接替坂木進入引擎室的女兵。
醫生
托塔提斯號的的女軍醫，姓名與階級不明。
藤子
聯邦軍女兵，階級不明，砲擊時作為福傑的觀測員。
天田士郎
SIDE2出生的聯邦校生，托塔提斯號成員在殖民地入口處遇到的倖存者，在耶誕節放假的期間在出身殖民地遭到自護軍的放毒瓦斯令家人、好友全部死在面前，他因收到緊急召集換穿「NORMAL SUIT」而逃過一劫，因為這件事令他非常痛恨自護軍，之後與名田等人一起行動，多次以肉身的「NORMAL SUIT」面對機動戰士。在機動戰士GUNDAM 第08MS小隊登場的男主角。
紫苑
聯邦軍少尉。於月神二號的通訊士。因女性直覺判斷一連串通訊問題與報告有蹊蹺而自行收集資料並直接越級上報給雷比爾將軍，促使聯邦軍出動。
提安姆將軍
地球聯邦太空部隊第四艦隊的中將指揮官。因紫苑的上報率軍前往阻止殖民地墜落而與吉翁軍交戰。

### 殖民衛星公社
僥倖逃過毒氣攻擊一劫的民間人員
札吉爾
為伊菲修島殖民地運作付出幾十年的老人
沙比歐·今川
住在3番地的男子。為了能獨自存活不惜一切。
阿廣
住在10番地的軍事宅少年，擁有一件非法的裝甲動力太空服。
傑恩
流氓出身的年輕人
瞳子
曾托士郎尋找無線電零件的女子
萊雅
非裔的大個子女子

## 其他
故事主角的稱號「伊休妲」（Ixtab）是馬雅神話中掌管自殺的女神。